# Glamoured
Glamoured è un album della cantante jazz Cassandra Wilson registrato nel dicembre 2002 e febbraio 2003 e pubblicato nel 2003 che ha raggiunto la top five nella classifica Jazz Albums.

## Tracce
1. Fragile – 04:37 (Sting)
2. Sleiht of Time  –  04:16 (Cassandra Wilson, Fabrizio Sotti)
3. I Want More – 04:23 (Cassandra Wilson, Fabrizio Sotti, Terry Line Carrington)
4. If Loving You is Wrong – 05:31 (H. Banks, C. Hampton, R. Jackson)
5. Lay Lady Lay - 05:11 (Bob Dylan)
6. Crazy 03:05  (Willie Nelson)
7. What is It – 03:22  (Cassandra Wilson, Fabrizio Sotti)
8. Heaven Knows – 05:59  (E. James, R. Johnson)
9. Honey Bee – 04:51  (Muddy Waters)
10. Broken Drum – 04:14  (Cassandra Wilson)
11. On This Train – 04:38 (Cassandra Wilson, Fabrizio Sotti)
12. Throw It Away – 04:38 (Abbey Lincoln)

## Formazione
- Cassandra Wilson – voce
- Marvin Sewell – chitarra elettrica e acustica ( In tutti i brani tranne 11)
- Jason Moran  – piano ( In tutti i brani tranne 7 e 11)
- Lonnie Plaxico – basso acustico ( In tutti i brani tranne 7 e 11)
- Reginakd Veal  – basso acustico (11)
- Herlin Riley  – percussioni (In tutti i brani tranne 7, 2, 11)
- Lekan Babalola  – percussioni (In tutti i brani tranne 3, 7, 11, 12)
- Rhonda Richmond  – voce (nel brano 8)